# Ken Leung
Pour les articles homonymes, voir Leung.
Ken Leung est un acteur américain, né le 21 janvier 1970 à Manhattan à New York, aux États-Unis.

## Biographie
Ken Leung est né le 21 janvier 1970 dans le Lower East Side dans l'arrondissement de Manhattan à New York, aux États-Unis. Il a des origines chinoises.
Sa famille emménagea à Brooklyn où il grandit avant de faire ses études à l'Université de New York.

## Filmographie

### Cinéma
- 1995 : Pictures of Baby Jane Doe : un vendeur
- 1995 : Bienvenue dans l'âge ingrat (Welcome to the Dollhouse) : Barry
- 1997 : Red Corner : Peng
- 1997 : Kundun (voix)
- 1998 : Rush Hour : Sang
- 1999 : Man of the Century : Mike Ramsey
- 2000 : Home Sweet Hoboken
- 2000 : Au nom d'Anna (Keeping the Faith) : Don
- 2000 : Maze : Dr Mikao
- 2000 : Family Man (The Family Man) : Sam Wong
- 2001 : A.I. Intelligence artificielle (Artificial Intelligence: AI) : Syatyoo-Sama
- 2001 : Spy Game : Jeu d'espions (Spy Game) : Li
- 2001 : Vanilla Sky : l'éditeur d'art
- 2002 : Face : Willie
- 2002 : Dragon rouge (Red Dragon) : Lloyd Bowman
- 2004 : Saw : Détective Steven Sing
- 2005 : Les Berkman se séparent (The Squid and the Whale) : Waddles
- 2006 : Inside Man : L'Homme de l'intérieur (Inside Man) : Wing
- 2006 : X-Men : L'Affrontement final (X-Men: The Last Stand) : Quill / Maxwell Jordan
- 2009 : Saw 5 : Detective Steven Sing (flashback)
- 2009 : Works of Art : John Kim
- 2015 : Star Wars, épisode VII : Le Réveil de la Force : amiral Statura
- 2021 : Old de M. Night Shyamalan : Jarin Carmichael
- 2023 : Missing de Will Merrick et Nicholas D. Johnson : Kevin Lin
- 2025 : Last Days de Justin Lin
- 2026 : Projet Dernière Chance (Project Hail Mary) de Phil Lord et Chris Miller

### Séries télévisées
- 2001 : Oz : Bian Yixhue
- 2002 : New York, police judiciaire : Tommy Wong (saison 13, épisode 9)
- 2004 : The Jury : Ken Arata
- 2004 : Whoopi : Terrence
- 2004 : Mise à nu (en) : Liu Tsung-Yuan
- 2004 : Sucker Free City (en) : Lincoln Ma
- 2006 : Hate : Mo
- 2007 : Les Soprano : Carter Chong
- 2008-2010 : Lost : Les Disparus : Miles Straume
- 2011 : The Good Wife : Shen Yuan
- 2012 : Person of Interest : Leon Tao
- 2013 : Zero Hour
- 2013 : Deception : Donald Cheng
- 2014-2016 : The Night Shift : Dr Topher Zia
- 2017 : Inhumans : Karnak
- 2019 : Blacklist : Michael Sima
- 2020 : Industry : Eric Tao
- 2024 : Avatar : le Dernier Maître de l'Air : Amiral Zhao

## Voix francophones
En version française, Ken Leung est dans un premier temps doublé par Lionel Henry dans Rush Hour, Pierre Tessier dans Family Man, Jérôme Berthoud dans Dragon rouge, Serge Faliu dans Saw, Marc Saez dans Mise à nu (en) et Donald Reignoux dans Inside Man : L'Homme de l'intérieur.
Depuis 	la série Lost, Laurent Morteau devient sa voix régulière, le retrouvant notamment dans The Good Wife, Person of Interest, Star Wars, épisode VII : Le Réveil de la Force, Inhumans ou encore Blacklist. Exceptionnellement, Stéphane Fourreau le remplace dans Old tout comme Damien Ferrette dans  Avatar, le dernier maître de l'air.